# 808s & Heartbreak
808s & Heartbreak — четвёртый студийный альбом американского хип-хоп артиста Канье Уэста, изданный 24 ноября 2008 года под лейблом Roc-A-Fella Records. Уэст проводил запись между сентябрем и октябрем 2008 года в студии Glenwood, в Бербанк (Калифорния) и студии звукозаписи Аvex в Гонолулу (Гавайи). В продюсировании альбома принимали участие такие продюсеры, как No I.D., Jeff Bhasker и другие. В записи песен также участвовали Кид Кади, Young Jeezy, Mr Hudson и Lil Wayne.
Сам Канье Уэст квалифицирует жанр альбома как поп, но 808s & Heartbreak содержит также элементы жанров синти-поп, R&B и электропоп, а в большинстве треков альбома Канье поёт, в отличие от предыдущих альбомов. В песнях затрагиваются лирические темы, такие как любовь и одиночество. Также в альбоме широко используется эффект Auto-Tune и драм-машина Roland TR-808, что делает звук электронным. Альбом выполнен в стиле минимализма, а его звучание отличается от привычного звучания хип-хопа.
Альбом дебютировал под номером один в американском чарте Billboard 200, с 450 145 проданных копий в первую неделю. Также все 4 сингла попали в Billboard 200. В 2009 году журнал Rolling Stone поставил этот альбом на 63 место в списке самых продаваемых альбомов 2000-х годов.

## Концепция

### Предшествующие события
После выпуска альбома Graduation, оставшаяся часть года и весь следующий были для Канье Уэста полны эмоциональных потрясений. 10 ноября 2007 года умирает его мать, Донда Уэст, в результате осложнений в ходе хирургической операции. Спустя несколько месяцев, Уэст расстался со своей невестой Алексис Фифер. В то же время, Уэст пытался приспособиться к новому для него статусу звезды, к которому он когда-то стремился. Утраты, одиночество и тоска по дружескому общению и ощущению нормальной жизни послужили вдохновением при создании концепции 808s & Heartbreak. Уэст заявил:

«Этот альбом терапевтический — наверху так одиноко.»
Оригинальный текст (англ.)This album was therapeutic — it's lonely at the top.— Канье Уэст
Уэст решил, что чувства, которые были в его сердце, невозможно передать через рэп. Он сменил жанр альбома на поп.

### Запись

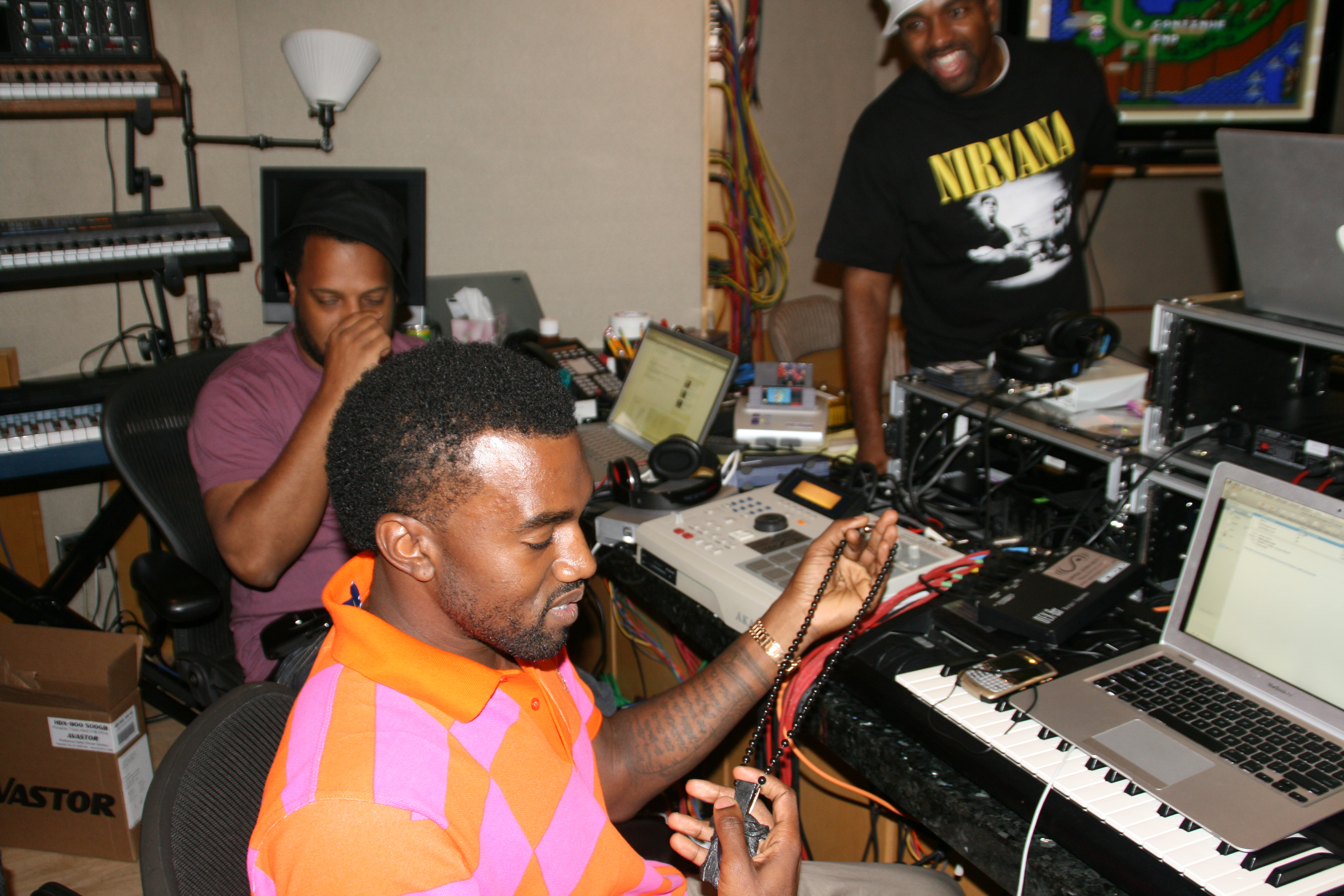
Канье Уэст (в центре) записывает альбом 808s & Heartbreak на студии с продюсером No I.D. (слева).

Альбом был записан примерно за 3 недели с сентября по октябрь 2008 года. Запись проходила на студии Glenwood в городе Бербанк и на гавайской студии Avex Recording в Гонолулу. Черпая вдохновение у таких синти-поп исполнителей, как Фил Коллинз и Гари Ньюман, Уэст считает, что TR-808 — инструмент, который помогает вызывать эмоции. Он брал звуки, созданные с помощью драм-машины, и изменял высоту звука. Он назвал этот эффект «heartbreak» (с англ. — «разочарование»). Он чувствовал, что звук с этим эффектом передаёт его состояние души.
Также, код Гавайских островов, где проводилась запись альбома — 808. Однако Уэст утверждает, что он уже придумал название альбома, когда узнал это.
В альбоме широко используется технология Auto-Tune. Канье Уэст уже экспериментировал с ней в альбоме «The College Dropout» в бэк-вокале треков «Jesus Walks» и «Never Let Me Down», но до 2008 года не использовал её для основного вокала.
Незадолго до релиза в интернете появилась песня «RoboCop». Канье Уэст заявил, что он к этому не причастен и огорчился этому факту, так как это была незаконченная версия.

## Релиз и промоушн
24 сентября 2008 года Канье Уэст заявил, что он закончил альбом и собирается выпустить его в ноябре. Позже он заявил, что релиз намечен на 25 ноября. Но релиз был перенесён, чтобы воспользоваться выходными Дня Благодарения. Специальная версия альбома, выпущенная 16 декабря, содержит альбом в CD и LP форматах, а также иллюстрации, переделанные граффити-артистом KAWS, создателем оригинальной обложки альбома.
16 октября Уэст выпустил на радиостанции Power 106 отрывок из песни «Coldest Winter». В треке используются элементы песни группы Tears for Fears «Memories Fade». Позже в интернет утекла песня «Paranoid». Также был анонсирован ремикс песни «Paranoid», исполненный Рианной, но он так и не появился. Также перед релизом появились песни «Amazing» совместно с Young Jeezy, «See You in My Nightmares» совместно с Lil Wayne, «Street Lights», «Say You Will», «Welcome to Heartbreak» совместно с Kid Cudi и «Bad News». Дополнительный трек «Pinocchio Story», фристайл записанный на концерте в Сингапуре, был добавлен по просьбе Бейонсе.
14 октября Уэст, в сотрудничестве с итальянской художницей Ванессой Бикрофт, провёл презентацию своего нового альбома в ACE Gallery. Было приглашено более 700 гостей. В центре комнаты стояло 40 обнажённых женщин в масках, на них светил свет, который менялся в такт музыке. Когда пришло время говорить, Уэст заявил, что он фанат работ Бикрофт, и что ему нравится идея наготы, поскольку «на определённом этапе общество заставило нас носить одежду». Бикрофт заявила, что она прослушала альбом и то, что она услышала, затрагивает её жизнь. Спустя пять дней, были выпущены фотографии к альбому, сделанные фотографом Вилли Вандерперр (англ. Willy Vanderperre). На них запечатлён Канье Уэст, одетый в серый клетчатый костюм, белую рубашку, в больших очках и со значком в виде сердца, которое стало символом альбома.

## Реакция

### Продажи
В первую неделю продаж, было продано 450 145 копий альбома. Альбом поднялся с 11 на 5 место в хит-параде Billboard 200. 27 января 2009 года 808s & Heartbreak получил статус платинового.
Сразу после релиза сингл «Love Lockdown» оказался на 3 позиции Billboard Hot 100. В iTunes Store было продано 1,3 миллиона копий, что сделало сингл платиновым. Сингл получил положительные отзывы критиков, что привело к тому, что журнал Time назвал его «Песней года». Второй сингл «Heartless» занял 4 место в хит-параде Billboard 200.

### Реакция критиков
В основном, альбом получил положительные отзывы критиков. На основании 36 рецензий, Metacritic поставил альбому оценку 75 из 100. Рецензент USA Today Стив Джонс (англ. Steve Jones), дал альбому 4 из 4 звёзд и хваля Уэста, заявил: «Уэст умело использует драм-машину и Auto-Tune, чем и передаёт свою душевную боль и гнев». Дэн Кэйрнс (англ. Dan Cairns) из The Times дал альбому 5 звёзд из 5. Критики журнала Vibe заявили, что «это лучший альбом Канье Уэста на сегодняшний день», а критики из The Washington Post назвали альбом «шедевром века информационных технологий, рассказывающим про чувства одного человека, в то время как миллионы проверяют свои блоги» и признали «лучшим альбомом года». Газета Newsday дала альбому рейтинг «A» и назвала его «строгим и дисциплинированным», в то время как The Los Angeles Times, оценив особенность альбома, сказала: «808s & Heartbreak может отпугнуть некоторых слушателей и показаться утомительным, но он не просто кукольный театр. Вернее, он им является, и это ещё более удивляет».

## Список композиций
| №   | Название                                                        | Продюсер                              | Длительность |
| --- | --------------------------------------------------------------- | ------------------------------------- | ------------ |
| 1.  | «Say You Will»                                                  | Kanye West                            | 6:18         |
| 2.  | «Welcome to Heartbreak» (при участии Kid Cudi)                  | Kanye West, Jeff Bhasker*, Plain Pat* | 4:23         |
| 3.  | «Heartless»                                                     | Kanye West, No I.D.*                  | 3:31         |
| 4.  | «Amazing» (при участии Young Jeezy)                             | Kanye West, Jeff Bhasker*             | 3:58         |
| 5.  | «Love Lockdown»                                                 | Kanye West, Jeff Bhasker*             | 4:30         |
| 6.  | «Paranoid» (при участии Mr Hudson)                              | Kanye West, Jeff Bhasker*, Plain Pat* | 4:38         |
| 7.  | «RoboCop»                                                       | Kanye West                            | 4:34         |
| 8.  | «Street Lights»                                                 | Kanye West, Mr. Hudson*               | 3:10         |
| 9.  | «Bad News»                                                      | Kanye West                            | 3:59         |
| 10. | «See You in My Nightmares» (при участии Lil Wayne)              | Kanye West, No I.D.*                  | 4:18         |
| 11. | «Coldest Winter»                                                | Kanye West, Jeff Bhasker*, No I.D.*   | 2:44         |
| 12. | «Pinocchio Story» (Живое выступление в Сингапуре, скрытый трек) | Kanye West                            | 6:02         |

*Сопродюсер

## Позиции в чартах
| Страна, чарт (2008)                  | Высшее место |
| ------------------------------------ | ------------ |
| США Billboard 200                    | 1            |
| США Billboard Top R&B/Hip-Hop Albums | 1            |
| Австралия Albums Chart               | 12           |
| Ирландия Albums Chart                | 11           |
| Новая Зеландия Albums Chart          | 15           |
| Великобритания Albums Chart          | 11           |
| Швейцария Albums Chart               | 13           |
| Канада Albums Chart                  | 4            |
| Бельгия Albums Chart                 | 21           |
| Норвегия Albums Chart                | 19           |
| Дания Albums Chart                   | 42           |
| Австрия Albums Chart                 | 50           |
| Европа Top 100 Albums                | 23           |
| Италия Albums Chart                  | 65           |
| Франция Albums Chart                 | 52           |
| Германия Albums Chart                | 30           |